# بيت ميدلر
بيت ميدلر (بالإنجليزية: Bette Midler)‏ مواليد 1 ديسمبر 1945، هي ممثلة أمريكية بدأت مسيرتها الفنية عام 1965. كما أنها من الفائزات بجائزة إيمي وجائزة غولدن غلوب.

## الأعمال

### أفلام
- ما تريده النساء

## وصلات خارجية
- بيت ميدلر على موقع IMDb (الإنجليزية)
- بيت ميدلر على موقع ميتاكريتيك (الإنجليزية)
- بيت ميدلر على موقع الموسوعة البريطانية (الإنجليزية)
- بيت ميدلر على موقع روتن توميتوز (الإنجليزية)
- بيت ميدلر على موقع مونزينجر (الألمانية)
- بيت ميدلر على موقع ألو سيني (الفرنسية)
- بيت ميدلر على موقع ميوزك برينز (الإنجليزية)
- بيت ميدلر على موقع رولينغ ستون (الإنجليزية)
- بيت ميدلر على موقع تيرنر كلاسيك موفيز (الإنجليزية)
- بيت ميدلر على موقع أول موفي (الإنجليزية)
- الموقع الإلكتروني